# Jens Byskov
Jens Byskov, född 1 juni 1867 och död 3 juli 1955, var en dansk pedagog och politiker.
Byskov var lärare vid Gjedved privata seminarium 1889, dess föreståndare 1896 och slutligen dess ägare från 1903. Byskov var undervisningsminister i Madsen-Mygdals vänsterregering 1926-29. Byskov har varit verksam som lärobokförfattare inom flera ämnen.

## Utmärkelser
- Riddare av Dannebrogorden,  1920[1]
- Kommendör av Dannebrogorden,  1929[1]
- Dannebrogsmännens hederstecken,  1936[1]

[Redigera Wikidata]